# WWS Moskwa (piłka nożna)
WWS Moskwa (ros. Футбольный клуб ВВС (Военно-Воздушные Силы) Москва, Futbolnyj Kłub WWS Moskwa) – rosyjski klub piłkarski z siedzibą w Moskwie.

## Historia
Chronologia nazw:
- 1943—1944: Awiaucziliszcze Moskwa (ros. «Авиаучилище» Москва)
- 1944—1953: WWS Moskwa (ros. ВВС Москва)

Piłkarska drużyna WWS została założona w 1944 w mieście Moskwa na bazie zespołu piłkarskiego Techniczno-Lotniczej Szkoły, który zmagał się w mistrzostwach Moskwy. WWS - to skrót (ros. Военно-Воздушные Силы, Wojenno-Wozdusznyje Siły), czyli Wojskowe Lotnictwo. Zespół reprezentował Ministerstwo Obrony ZSRR, a jego jednym z fanów i przełożonym był Wasilij Stalin.
W 1945 zespół debiutował w Drugiej Grupie Mistrzostw ZSRR i zajął 2 miejsce. W następnym sezonie został mistrzem ligi i w turnieju finałowym również zajął pierwsze miejsce i zdobył awans do Pierwszej Grupy.
W 1947 klub startował w Pierwszej Grupie, w której występował do 1952. W maju 1953 w związku z redukcją wojska w ZSRR, został rozformowany.

## Sukcesy
- 4 miejsce w Klasie A ZSRR: 1950
- 1/2 finału Pucharu ZSRR: 1951

## Znani piłkarze
- Wsiewołod Bobrow
- Walentin Bubukin
- Anatolij Isajew
- Nikołaj Morozow
- Aleksiej Paramonow
- Aleksandr Winogradow